# ガルヴェストン (映画)
『ガルヴェストン』（Galveston）は2018年のアメリカ合衆国のスリラー映画。監督はメラニー・ロラン、出演はベン・フォスターとエル・ファニングなど。ニック・ピゾラットが2010年に発表した小説『逃亡のガルヴェストン』を原作とし、ピゾラット本人が脚本を担当しているが、名義はジム・ハメットとなっている（詳細は後述）。

## ストーリー
1988年のニューオーリンズ。病魔に侵され、死への恐怖から医師の診断を拒絶したヒットマン、ロイは組織のボスからとある仕事を持ちかけられる。その仕事にて、待ち構えていたかのような襲撃者により捕らわれるが一瞬の隙を突き、彼らを返り討ちにする。その際、衝動的にその場に囚われていた若い女性ロッキーを解放し、共に逃亡することにする。
ボスに嵌められたと考えたロイは、命からがら思い出の地ガルベストンに向かうことに。ロイはガルベストンに潜伏しつつ、自分を狙ったボスに復讐する機会を窺う道を選んだのである。
娼婦として現場にいたロッキーは、ロイの逃避行に同行したいと申し出てきたため、ロイは渋々彼女を連れて行くことにした。ガルベストンまでの道中にテキサス州オレンジ郡に寄ったロッキーは幼い妹ティファニーを継父から奪い、同行させる。
ガルベストンでの三人には穏やかな日が続き、その中で、ロッキーが継父を射殺していたことやティファニーが継父にレイプされたロッキーが生んだ娘であることを知ったロイはロッキーにまっとうな人生を歩んで欲しいと願うようになる。そこでロイはボスを脅迫して大金を巻き上げようとするが、逆にロッキー共々捕らえられ、激しい暴行を受ける。情婦のカルメンによって何とか脱出したロイは、ロッキーが陵辱された上で殺されたことを知り、激しい怒りを覚えて復讐を果たそうとするが、その途中で交通事故を起こして病院に収容される。
病院でロイは自分の肺の病が不治ではなく、治療可能であることを知る。ボスに訴えられて逮捕・収監されたロイはボスの犯罪を告発しようとするが、自分たちに親切にしてくれたモーテルの女主人やそこで預けたティファニーの身に危険が及ぶと脅され、そのまま黙って刑期を務めることとなる。
20年後、ハリケーン・アイクが迫る中、出所したロイのもとに成人したティファニーが訪れる。仕事も恋愛も順調なティファニーの姿に安堵するロイに、ティファニーは姉ロッキーに何があったのか本当のことを知りたいと懇願する。ためらうロイだったが、話を聞き終えたらハリケーンが来る前にすぐにこの地を去ることを条件に、ロッキーが姉ではなく実母であることやロッキーがティファニーを捨てたわけではなく、娘を深く愛していたことなどを涙ながらに語って聞かせる。その後、暴風雨の中、ロイはロッキーの姿を思い浮かべながら思い出の浜辺を歩く。

## キャスト
※括弧内は日本語吹替声優。
- ロイ: ベン・フォスター（加瀬康之） - 殺し屋。病魔に侵されている。
- ロッキー: エル・ファニング（早見沙織） - 19歳の娼婦。
- ティファニー: アニストン・プライス/ティンズレー・プライス - ロッキーの3歳半の妹。
  - 成人後: リリ・ラインハート
- ロレイン: アデペロ・オデュイエ（英語版）（山崎真理恵） - ロイのかつての恋人。
- トレイ: ロバート・アラマヨ（英語版）（伊藤有希） - 泥棒。ロイを見張り役に誘う。
- カルメン: マリア・バルベルデ - ロイの情婦。
- スタン: ボー・ブリッジス（山岸治雄） - 組織のボス。
- ナンシー: CK・マクファーランド - ガルベストンのモーテルの女主人。

## 製作
2016年11月、ニック・ピゾラットの小説『逃亡のガルヴェストン』の映画化に際して、メラニー・ロランが監督に、ベン・フォスターとエル・ファニングが主演に起用されたと報じられた。2017年2月、リリ・ラインハート、ボー・ブリッジス、マリア・バルベルデ、ロバート・アラマヨがキャスト入りした。2018年2月、マルク・シュアランが本作で使用される楽曲を手掛けることになったとの報道があった。
ピゾラットは自ら小説の脚色作業に当たったが、「ロラン監督が脚本に手を入れた結果、自分の思い描いた作品とは違うものになった」という理由で自分の名前が脚本家としてクレジットされるのを拒否した。そのため、脚本家のクレジットはジム・ハメットという実在しない人物のものとなっている。

### 撮影
2017年2月、本作の主要撮影がジョージア州で始まった。

## 公開
2018年3月10日、本作はサウス・バイ・サウスウェストでプレミア上映された。7月26日、RLJEフィルムズが本作の全米配給権を獲得したと報じられた。9月23日、本作がロサンゼルス映画祭で上映された。なお、本作は第43回トロント国際映画祭でも上映される予定だったが、キャストと監督が映画祭に出席できないことが判明したため、上映は取りやめとなった。

## 評価
本作は批評家から好意的に評価されている。映画批評集積サイトのRotten Tomatoesには34件のレビューがあり、批評家支持率は71%、平均点は10点満点で6.5点となっている。サイト側による批評家の見解の要約は「才能豊かな俳優陣とメラニー・ロラン監督の確かな演出のお陰で、『ガルヴェストン』は出来映えに斑があるにも拘わらず、凡百のスリラー映画に堕すことを回避できている。」となっている。また、Metacriticには15件のレビューがあり、加重平均値は57/100となっている。